# El dinosaurio
El dinosaurio es un microrrelato del escritor guatemalteco de origen hondureño Augusto Monterroso, publicado como parte del libro Obras completas (y otros cuentos) en 1959. Se le considera uno de los microrrelatos más famosos del español, y su texto completo es el siguiente: 

Cuando despertó, el dinosaurio todavía estaba allí.

Es un simple enunciado que constituye un microrrelato, probablemente el más célebre de todos los publicados por Monterroso a lo largo de su carrera. De él se han publicado decenas de artículos académicos. Entre los libros, destaca El dinosaurio anotado de Lauro Zavala.
Suele ser considerado, erróneamente, como el microrrelato más breve en lengua española, ya que hay decenas de obras hiperbreves con menos palabras. Entre ellas, destacan algunas contenidas en los Crímenes ejemplares de Max Aub (1957), "Dios" de Sergio Golwarz (1969), "Fantasma" de Guillermo Samperio (1981), "Maldita" de Óscar de la Borbolla (2000), "El emigrante" de Luis Felipe Lomelí (2005), "Luis XIV" de Juan Pedro Aparicio (2006), "Blanco" de José de la Colina (2007) y "Epitafio para un microrrelatista" de Marcelo Gobbo (2015). Estos textos suelen ser los más mencionados por la crítica. Los de Samperio y Colina, además, ofrecen el cuerpo del texto en blanco y la única palabra vinculante es la del título. Y el de Gobbo consta solo de un punto.

## Impacto en la cultura popular mexicana
En la historia de la política mexicana, el Partido Revolucionario Institucional se mantuvo en el poder durante más de siete décadas; se lo comparaba, por su antigüedad, con un dinosaurio; constantemente, el partido y sus miembros aparecen representados en artículos, entrevistas, análisis y caricaturas como estos animales, por lo que el microcuento se usa constantemente.